# Serwaa Amihere
Serwaa Amihere est née le 8 mars 1990 est une journaliste et présentatrice de journaux télévisés ghanéenne, qui travaille actuellement avec GHOne TV (en),,. Elle est l'animatrice de Cheers, une émission sportive du week-end diffusée sur GHOne TV (en),.
Serwaa a commencé sa carrière en tant que productrice de l'émission d'actualité primée, State of Affairs, animée par Nana Aba Anamoah,. Elle a remporté le prix de la présentatrice de journal télévisé de l'année aux RTP Awards (en) 2018 .

## Jeunesse et éducation
Serwaa est née le 8 mars 1990, première fille de Frank Yeboah et Lydia Tetteh. Elle a fréquenté l'école secondaire Yaa Asantewaa (en) et a ensuite étudié la banque et la finance au Methodist University College (en), au Ghana,.
Elle a également obtenu un diplôme avec mention très bien de la Faculté de droit de l'Institut ghanéen de gestion et d'administration publique (GIMPA) au Ghana,.

## Carrière
Serwaa est un présentateur de nouvelles sur GHOne TV (en) et le premier Ghanéen à remporter trois fois de suite le prix du meilleur présentateur de nouvelles télévisées de l'année aux RTP Awards (en) . Elle est la première ambassadrice de la marque AMOR Contraceptive,. Elle est ambassadrice de Flora Tissues et également PDG de Oh My Hair Beauty Parlor and Office and Co.
En 2025, elle a ouvert un nouveau bâtiment pour Oh My Hair and Office and Co avec sa belle sœur, Mavis, populairement connue sous le nom de Mami. La belle structure d'East Legon, Accra, crie le luxe car elle répond à toutes les femmes avec leurs besoins de beauté modernes.

## Prix et reconnaissance
| Année | Événement                          | Prix                                                | Résultat    |
| ----- | ---------------------------------- | --------------------------------------------------- | ----------- |
| 2018  | Prix RTP                           | Meilleure présentatrice de journal télévisé féminin | Lauréat     |
| 2018  | Avance Media                       | Jeune personnalité médiatique la plus influente     | Nomination, |
| 2018  | Golden Movie Awards                | Producteur de l'année                               | Lauréat     |
| 2019  | Prix RTP                           | Présentatrice de journal télévisé de l'année        | Lauréat     |
| 2020  | Prix RTP                           | Présentatrice de journal télévisé de l'année        | Lauréat     |
| 2020  | Prix nationaux de la communication | Personnalité télé de l'année                        | Lauréat     |

## Controverse
En avril 2024, Amihere a présenté des excuses après qu'une vidéo intime d'elle soit devenue virale sur les réseaux sociaux,,,,.

## Vie personnelle
Serwaa Amihere est également connue pour ses actions caritatives. Elle a lancé la Fondation Serwaa Amihere, une organisation caritative à but non lucratif visant à avoir un impact sur la vie des gens
Serwaa Amihere est actuellement célibataire mais mère d'une fille nommée Naana.